# Kunzer
Kunzer là một thị xã và là nơi đặt ủy ban khu vực quy hoạch (notified area committee) của quận Baramula thuộc bang Jammu và Kashmir, Ấn Độ.

## Nhân khẩu
Theo điều tra dân số năm 2001 của Ấn Độ, Kunzer có dân số 1901 người. Phái nam chiếm 47% tổng số dân và phái nữ chiếm 53%. Kunzer có tỷ lệ 46% biết đọc biết viết, thấp hơn tỷ lệ trung bình toàn quốc là 59,5%: tỷ lệ cho phái nam là 62%, và tỷ lệ cho phái nữ là 30%. Tại Kunzer, 13% dân số nhỏ hơn 6 tuổi.